# 星星服装
安徽星星服装股份有限公司（新三板：870877，简称：星星服装），是一家在中国新三板挂牌的上市公司，主营业务为服装、服饰的代加工生产，采用OEM业务模式为安踏、迪卡侬等户外、运动品牌提供户外服装、服饰的代加工生产服务。
星星服装成立于2007年10月23日，2017年2月20日在新三板挂牌上市，主办券商为中国中投证券。
2019年，公司实现营业收入8.13亿元，同比增长23.81%；实现净利润8809.81万元，同比增长100.37%。